# Marc Schnier
Marc Schnier (* 7. Februar 1991 in Hamm) ist ein ehemaliger deutscher Fußballspieler, der zuletzt beim SC Hessen Dreieich unter Vertrag stand.

## Karriere
Schnier begann seine Laufbahn in den Jugenden von Hammer SpVg und Rot Weiss Ahlen, ehe er 2010 von der Ahlener U-19 zur 2. Mannschaft von Borussia Dortmund in die Regionalliga West wechselte. Dort absolvierte er in den Saisons 2010/11 und 2011/12 insgesamt 15 Spiele und erzielte ein Tor.
Zur Saison 2012/13 wechselte Schnier dann in die 3. Liga zum SV Darmstadt 98, wo er am 8. August 2012 sein erstes Drittligaspiel bestritt, als er in der Partie gegen den Chemnitzer FC in der 66. Minute eingewechselt wurde. Im September 2013 wurde sein Vertrag aufgelöst.
Im Winter 2014 wechselte er zum Regionalligisten SV Meppen. Mit dem SV Meppen wurde er in der Saison 2016/17 Meister der Regionalliga Nord und stieg mit ihm im Sommer 2017 nach zwei Relegationsspielen gegen den SV Waldhof Mannheim in die 3. Liga auf. Danach schloss er sich dem Hessenligisten SC Hessen Dreieich an. Im Sommer 2018 beendete er nach Verletzungsproblemen seine aktive Fußballkarriere und geht seither seinem Beruf als Immobilienmakler nach. 